# Златко Златев
 Тази статия е за генерал-майора Златко Златев.  За бригадния генерал вижте Златко Златев (офицер).  
Златко Тонев Златев е български офицер, генерал-майор.

## Биография
Златко Златев е роден в Търговище на 4 август 1966 г. В периода 1984 – 1989 г. учи във Висшето народно военовъздушно училище „Георги Бенковски“ в Долна Митрополия. Започва кариерата си като младши пилот. Между 1990 и 1993 г. е командир на звено, а от 1993 г. до 1994 г. заместник-командир на ескадрила. От 1995 до 1996 г. е началник-щаб на 24-та вертолетна авиационна база. От 1996 г. до 1998 г. преминава обучение във Военната академия „Георги Сава Раковски“. В периода 1998 – 2000 г. е командир на втора вертолетна ескадрила. Между 2000 и 2006 г. е последователно заместник-командир по летателната подготовка и по бойната подготовка на вертолетна авиобаза – Крумово. След това преминава допълнително обучение във Военната академия. От 2007 до 2009 г. е заместник-командир по бойната подготовка на вертолетна авиобаза – Крумово. От 2009 до 2010 е началник-щаб на базата. На 30 юли 2010 г. е назначен на длъжността командир на 24-та вертолетна авиационна база. На 28 април 2011 г. е удостоен с висше офицерско звание бригаден генерал. На 28 февруари 2012 г. е награден с орден „За военна заслуга“ първа степен за проявен изключителен професионализъм, себеотрицание и чувство за отговорност по време на аварийно-спасителни работи. Поради преименуване на авиобазата на 29 юни 2012 г. е освободен от длъжността командир на 24-та вертолетна авиационна база и назначен на длъжността командир на 24-та авиационна база, считано от 1 юли 2012 г.
С указ № 19 от 16 февруари 2015 г. е освободен от длъжността командир на 24-та авиационна база, назначен на длъжността заместник-командващ на Съвместното командване на силите, удостоен с висше офицерско звание генерал-майор, считано от 21 февруари 2015 г., като допълнително е назначен за временно изпълняващ задълженията на вакантната длъжност командващ на Съвместното командване на силите за времето от 21 февруари до 29 юни 2015 г. включително. На 9 септември 2016 г. подава рапорт за напускане поради навършване на пенсионна възраст.
С указ от 27 септември 2016 г. генерал-майор Златко Златев е освободен от длъжността заместник-командващ на Съвместното командване на силите и от военна служба.
Едновременно е назначен за директор на Държавен авиационен оператор (до 23 февруари 2021 г. Авиоотряд 28). Освободен е от поста директор през юни 2024 г.

## Образование
- Висше народно военновъздушно училище „Георги Бенковски“, военен летец (1984 – 1989)
- Военна академия „Г.С.Раковски“ (1996 – 1998)
- Военна академия „Г.С.Раковски“ (2006 – 2007)

## Награди
- Награден знак „За вярна служба под знамената“ – III степен
- Почетен знак „Свети Георги“ – II степен
- Награден знак „За отлична служба“ – I степен
- Награден знак „Военни заслуги“ от президента на Република България

## Военни звания
- Лейтенант (1989)
- Старши лейтенант (1992)
- Капитан (1996)
- Майор (1999)
- Подполковник (2003)
- Полковник (2006)
- Бригаден генерал (28 април 2011)
- Генерал-майор (21 февруари 2015)